# Tiempos mejores
Tiempos mejores è un film del 1994 diretto da Jordi Grau.